# 宋曹關係
宋国与曹国均为周朝分封的诸侯国，互为邻邦。春秋时期，两国频发军事冲突。宋国最终于前487年（周敬王三十三年/鲁哀公八年/曹伯阳十五年/宋景公三十年）彻底灭亡曹国。

## 南宫长万之乱
前682年（周庄王十五年/鲁庄公十二年/曹庄公二十年/宋闵公十年），宋国南宫长万发起政变，弑杀宋闵公与太宰华督，拥立公子子游为君。当年十月，萧叔大心联合宋国历代君主——包括宋戴公、宋武公、宋宣公、宋穆公、宋庄公五代后裔，并借助曹国军队讨伐南宫牛与猛获。最终诛杀南宫牛和子游，拥立宋桓公（子御说）继位。猛获出奔卫国，南宫长万逃亡陈国。前680年（周僖王二年/鲁庄公十四年/曹庄公二十二年/宋桓公二年/陈宣公十三年/齐桓公六年）春，因宋国缺席北杏之会，齐国联合陈、曹两国攻宋，并请成周出兵。夏，周大夫单伯率军与诸侯会师，协调诸国与宋达成和议后撤军。

## 宋襄公图霸
前645年（周襄王七年/鲁僖公十五年/曹共公八年/宋襄公六年）冬，宋国为报复旧怨出兵伐曹。前643年（周襄王九年/鲁僖公十七年/齐桓公四十三年/曹共公十年/宋襄公八年）冬，齐桓公薨逝，齐国内部爆发诸公子争位之乱，致齐国势衰败，丧失中原霸主地位。宋襄公亲率军平齐乱，助太子昭（齐孝公）即位后，意图承继齐桓公霸业。前641年（周襄王十一年/鲁僖公十九年/曹共公十二年/宋襄公十年）夏，宋襄公召集曹、邾、鄫等小国会盟于曹南。因鄫君与会迟缓，宋襄公竟命邾人执而杀之以衅社，欲威慑东夷诸国。但此举适得其反，曹国随即公开抗宋。同年秋，宋军围曹都陶丘未克，引兵而还。宋重臣子鱼引周文王伐崇国典故及《诗经·大雅·思齐》“刑于寡妻，至于兄弟，以御于家邦”之语进谏襄公。

## 武氏之乱
宋文公即位三年，宋武公后裔策划政变，杀害宋文公同母弟公子子须及宋昭公的子嗣。宋戴公与宋桓公后裔在司马子伯的府邸集结兵力，对武公一系发起反击，将宋武公、宋穆公的后代全部驱逐出境。遭驱逐的武、穆后裔借助曹国军队反击宋国。前606年（周定王元年/鲁宣公三年/曹文公十二年/宋文公五年）秋季，宋国为报复武氏集团叛乱，出兵包围曹国。

## 宋国灭曹
前492年（周敬王二十八年/鲁哀公三年/曹伯阳十年/宋景公二十五年）五月，宋国将领乐髠率军攻打曹国。前489年（周敬王三十一年/鲁哀公六年/曹伯阳十三年/宋景公二十八年）冬季，宋国再命大夫向巢领兵攻曹。前488年（周敬王三十二年/鲁哀公七年/曹伯阳十四年/宋景公二十九年/郑声公十三年）秋季，宋军第三次围攻曹国。郑国大臣桓子思提出警告：“宋国若吞并曹国，将直接威胁郑国，必须立即救援。”同年冬季，郑国将领驷弘率军援曹，反攻宋国本土。
曹国曾有人梦见多名贵族站在祭祀土地神的社宫外，商议灭亡曹国的计划。曹国始封君曹叔振铎提议等待公孙彊到场，众人表示同意。梦醒后遍寻曹国却无此人存在，做梦者临终前叮嘱其子：“我死后若听闻公孙彊掌权，务必立即离开曹国。”后来曹伯阳继位，沉迷狩猎射鸟，边境平民公孙彊因进献珍稀白雁并精通射术，受到曹伯阳赏识。公孙彊逐渐参与政事后表现突出，被任命为司城（相当于后世的司空），实际掌控国政。此时，预言者的儿子果然依言逃离曹国。
公孙彊向曹伯阳提出称霸方略，唆使曹国背叛晋国并进犯宋国。面对宋国反攻时，晋国拒绝提供援助。前487年（周敬王三十三年/鲁哀公八年/曹伯阳十五年/宋景公三十年）春季，宋景公率军攻曹，初战不利欲退兵时，曹国人辱骂殿后军官褚师子肥，导致宋军滞留不退。宋景公得报后震怒，下令全军回师彻底攻灭曹国，俘获曹伯阳和司城公孙彊，押回宋国处决。此战终结了曹国近五百年的国祚。